# Wald (Berne)
Pour les articles homonymes, voir Wald.
Wald est une commune suisse du canton de Berne, située dans l'arrondissement administratif de Berne-Mittelland.
La commune est créée en 2004 par fusion des communes d'Englisberg et de Zimmerwald.

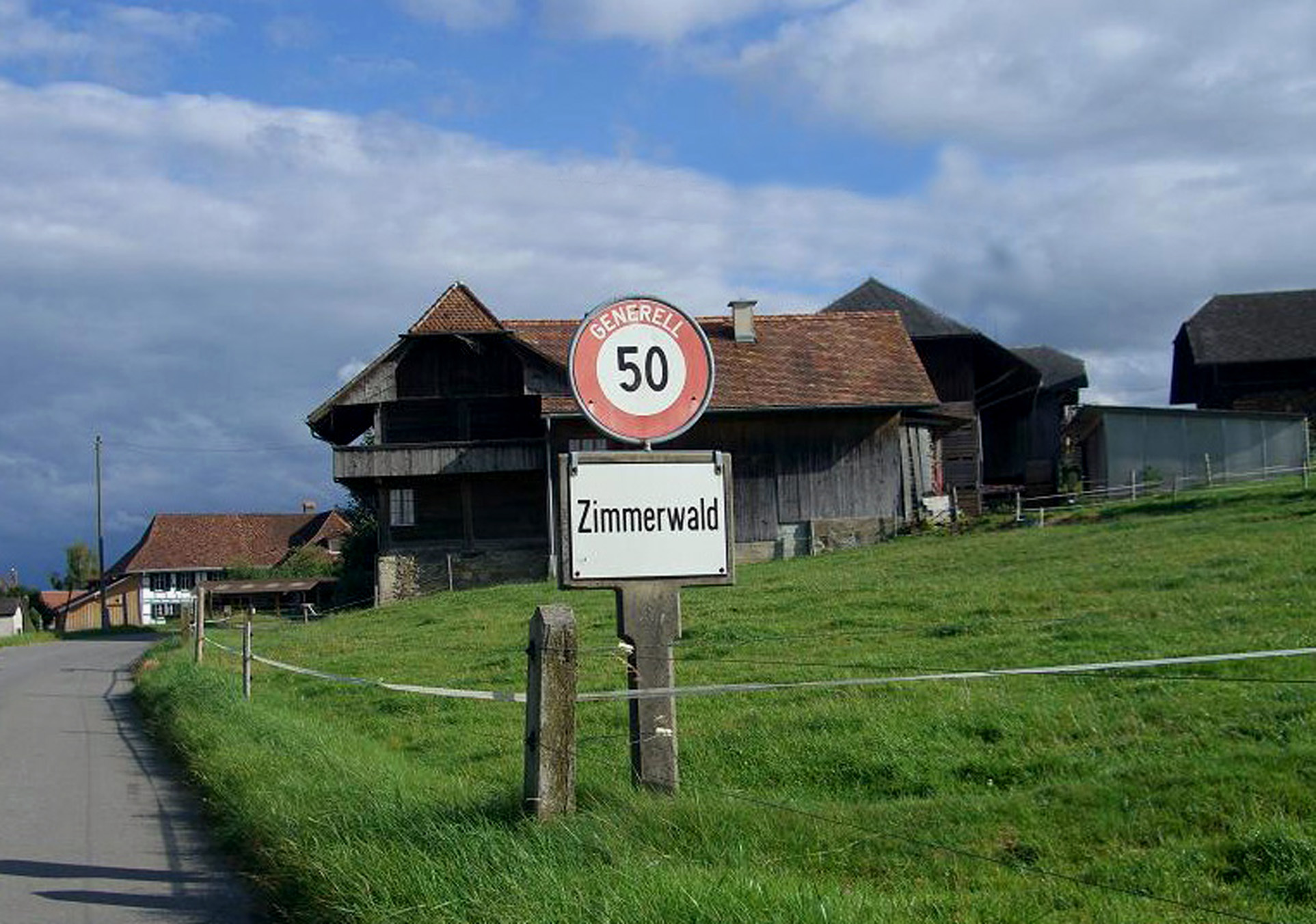
Entrée du village de Zimmerwald

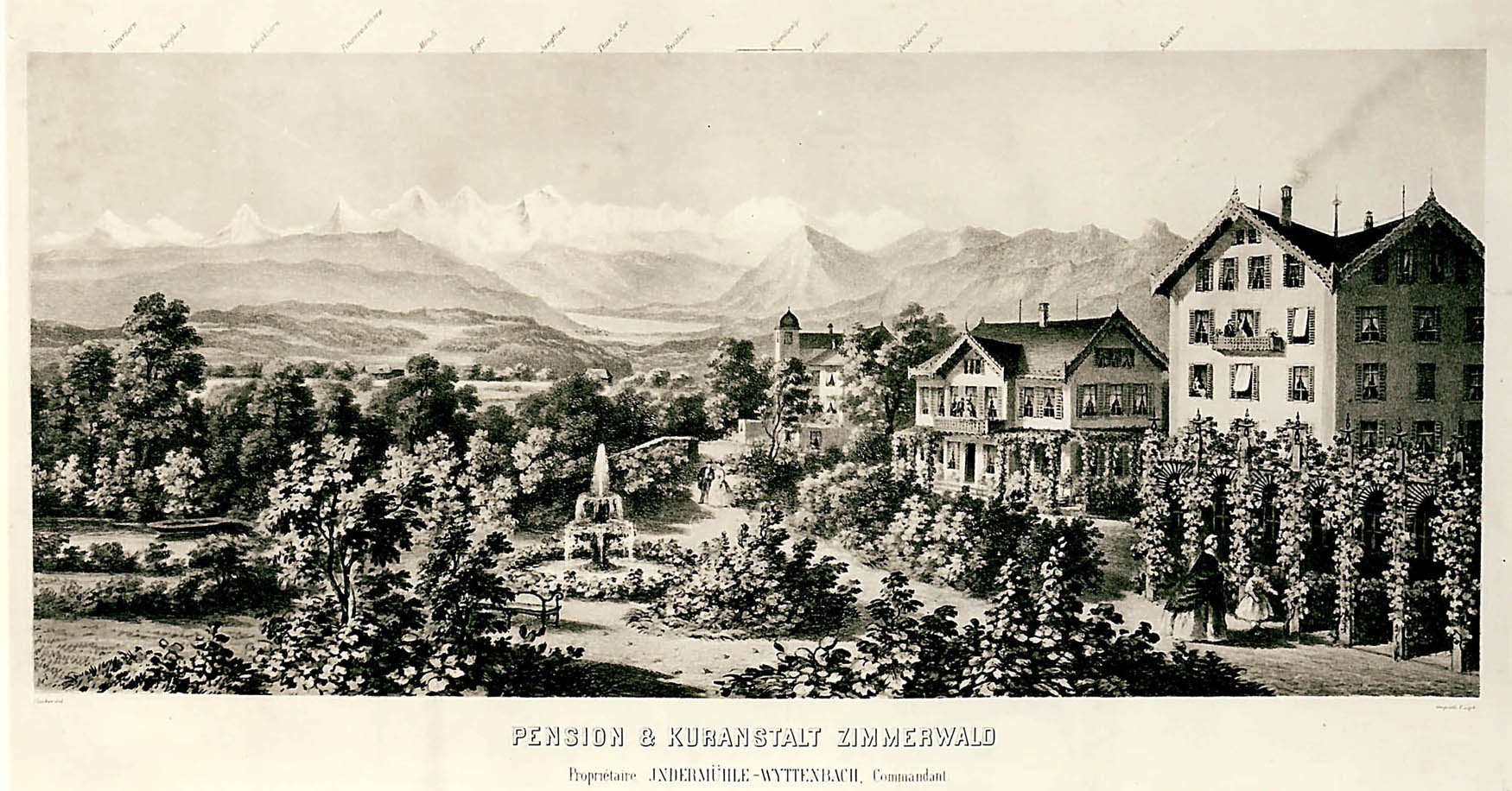
Hôtel et pension de Beau Séjour, Zimmerwald, 1865

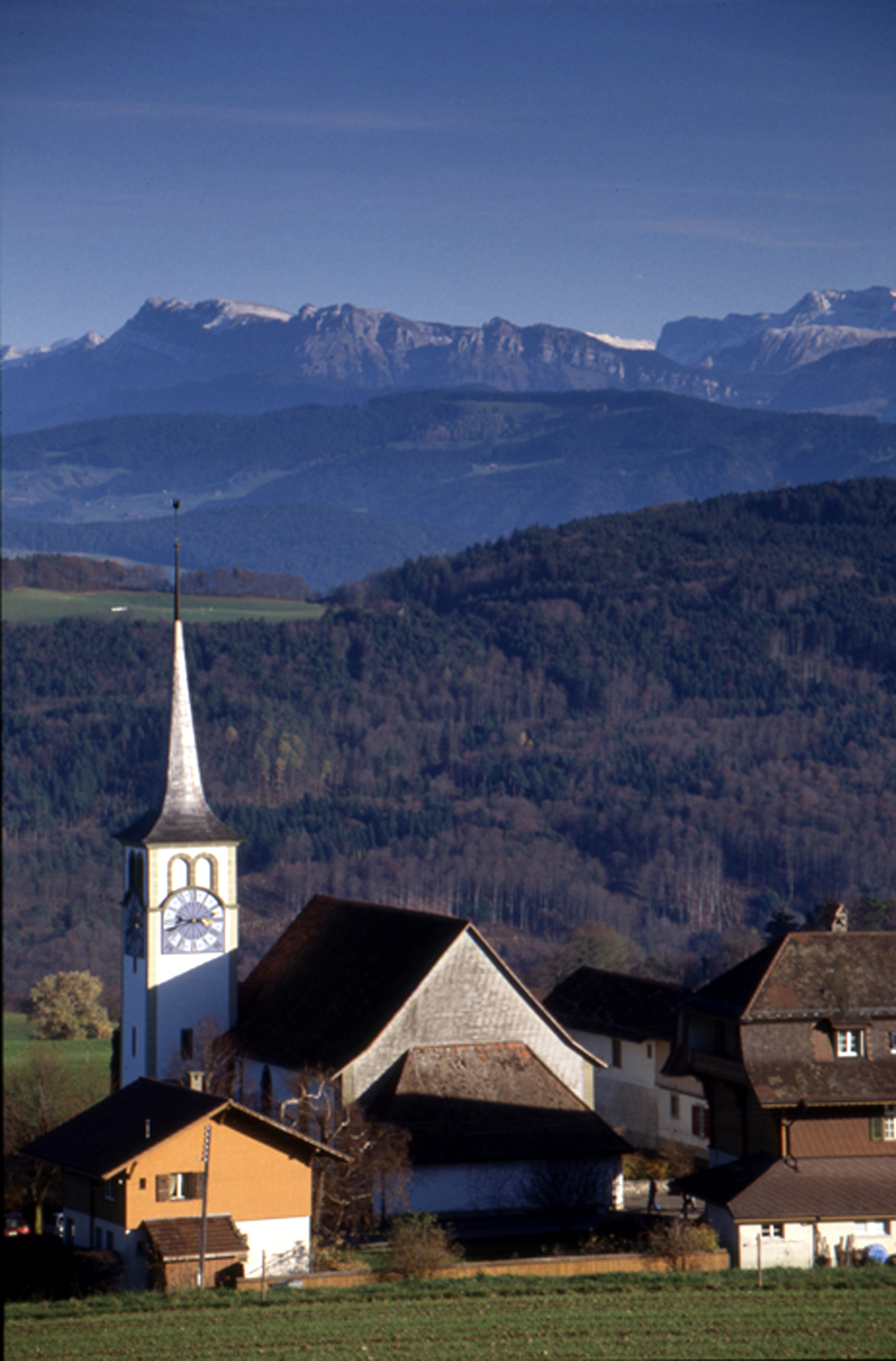
L'église de Zimmerwald, vue depuis Belpberg et les Alpes

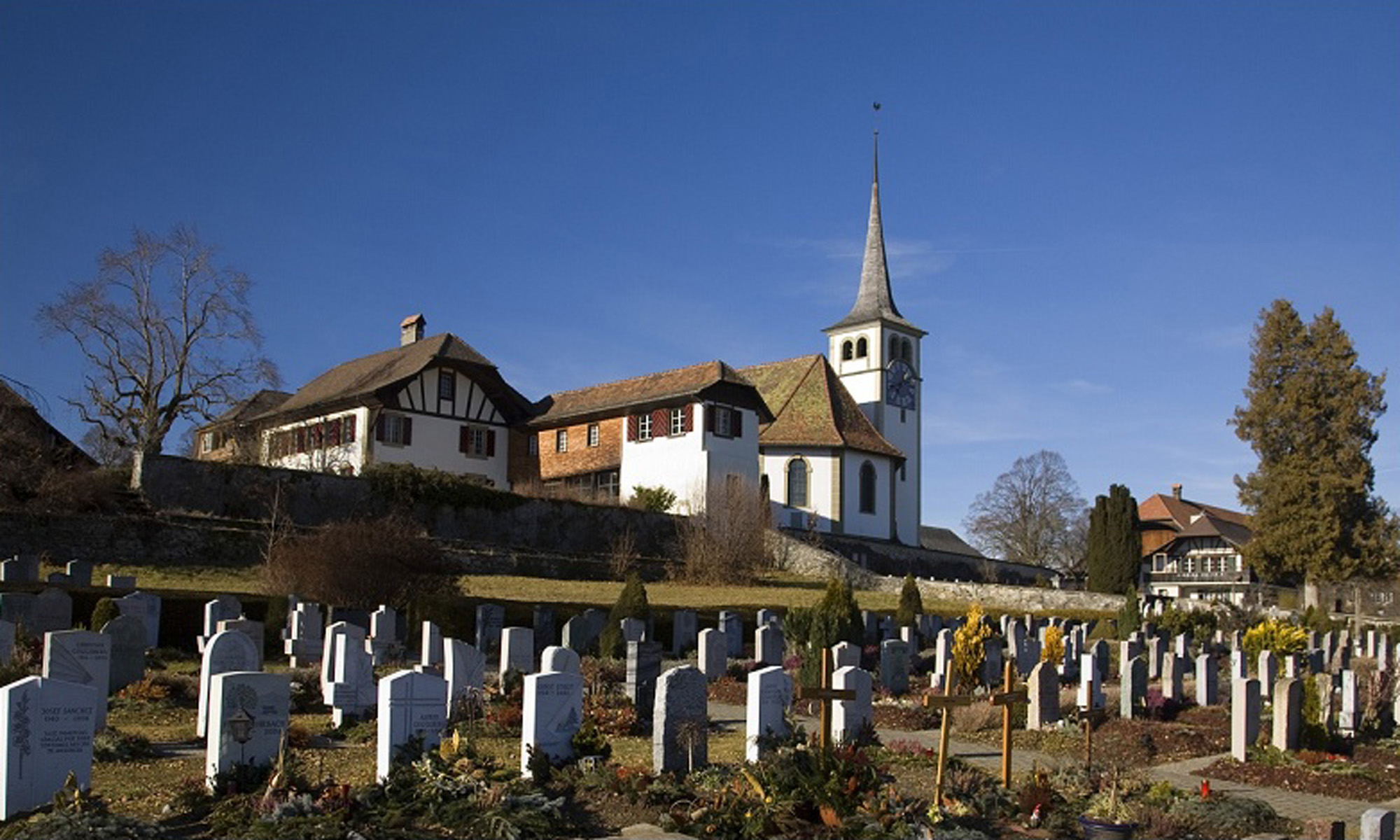
L'église de Zimmerwald et le cimetière municipal

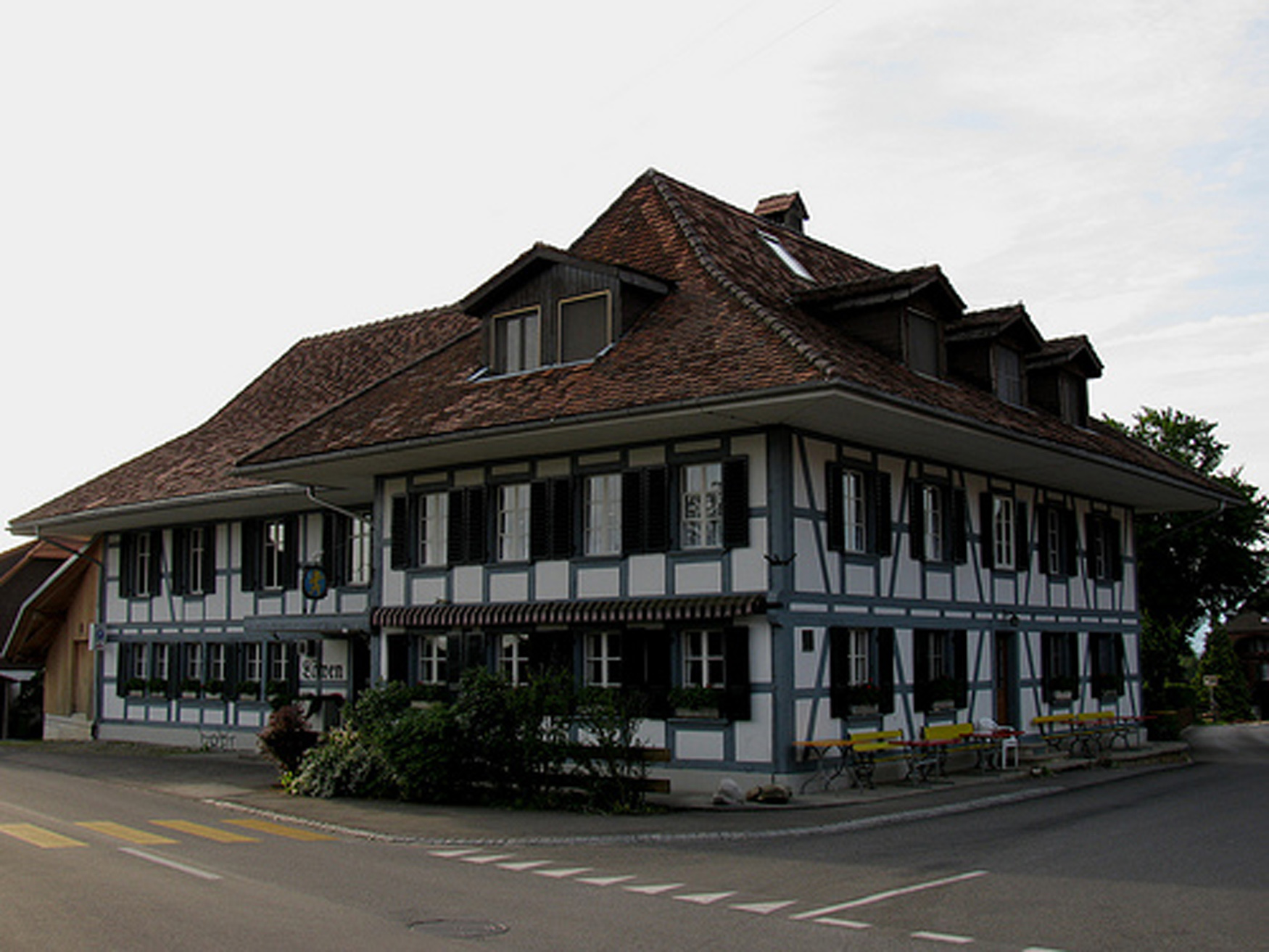
Le "Leuen", la taverne et auberge locale de Zimmerwald, construite en 1840

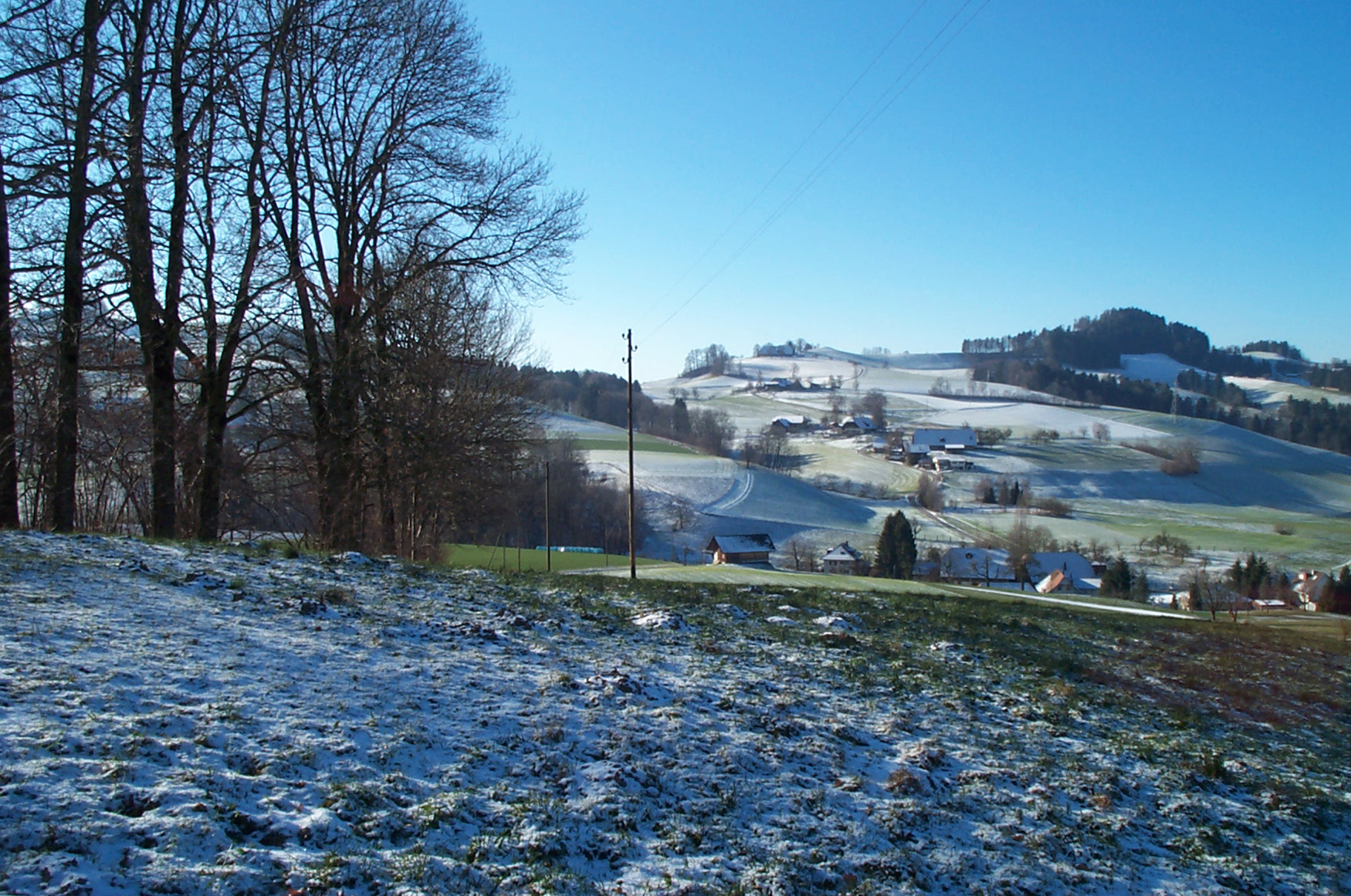
Le hameau de Brönni, Obermuhlern, Zimmerwald